# Kakabé
Pour les articles homonymes, voir kke.
Le kakabé est une langue nigéro-congolaise du groupe mokolé de la famille des langues mandées, parlée dans la région du Fouta-Djalon en Guinée. Elle a notamment été étudiée par Alexandra Vydrina.

## Écriture
L’adjami est utilisé pour l’écriture du kakabé dans une partie du Fouta-Djalon.
Un alphabet latin et une orthographe ont été développés et son notamment utilisés dans le dictionnaire kakabé d’Alexandra Vydrina.
| a | b | ɓ | c | d | ɗ | e | ɛ | f | g | gb | h | i | j | k | l | m | n | ɲ | o | ɔ | p | r | s | t | u | v | w | y | ƴ | z | (ʔ) |

La lettre ʔ est très rare et n’est pas prise en compte dans l’ordre alphabétique.
Les voyelles longues sont représentées par des lettres doubles. Les tons sont représentés à l’aide de diacritiques : l’accent grave pour le ton bas, l’accent aigu pour le ton haut et le double accent aigu pour le ton super-haut.